# Лендс-Енд
50°4′7″ пн. ш. 5°43′1″ зх. д. / 50.06861° пн. ш. 5.71694° зх. д.
Лендс-Енд (англ. Land's End, корн. Pedn an Wlas, дос. «Край землі») — мис, розташований на півострові Пенвіт, на відстані 13 км від портового міста Пензанс у південній частині графства Корнволл, у Південно-Західній Англії. Лендс-Енд є найзахіднішою точкою Корнволла та Англії.
Скелі мису Лендс-Енд утворені з граніту, магматичної скелі, який стійкий до погодних умов і має круті грані скелі. У Лендс-Енд представлені два різновиди граніту. Один тип — граніт грубозернистий з великими фенокристалами ортоклази, іноді довжиною понад 13 см. Також є тонкозернистий граніт із меншою кількістю та меншими фенокристалами, а різні граніти можна побачити здалеку по більш плавному вивітрюванню кращого сорту. Граніт датується 268—275 мільйонами років тому пермського періоду.

## Галерея

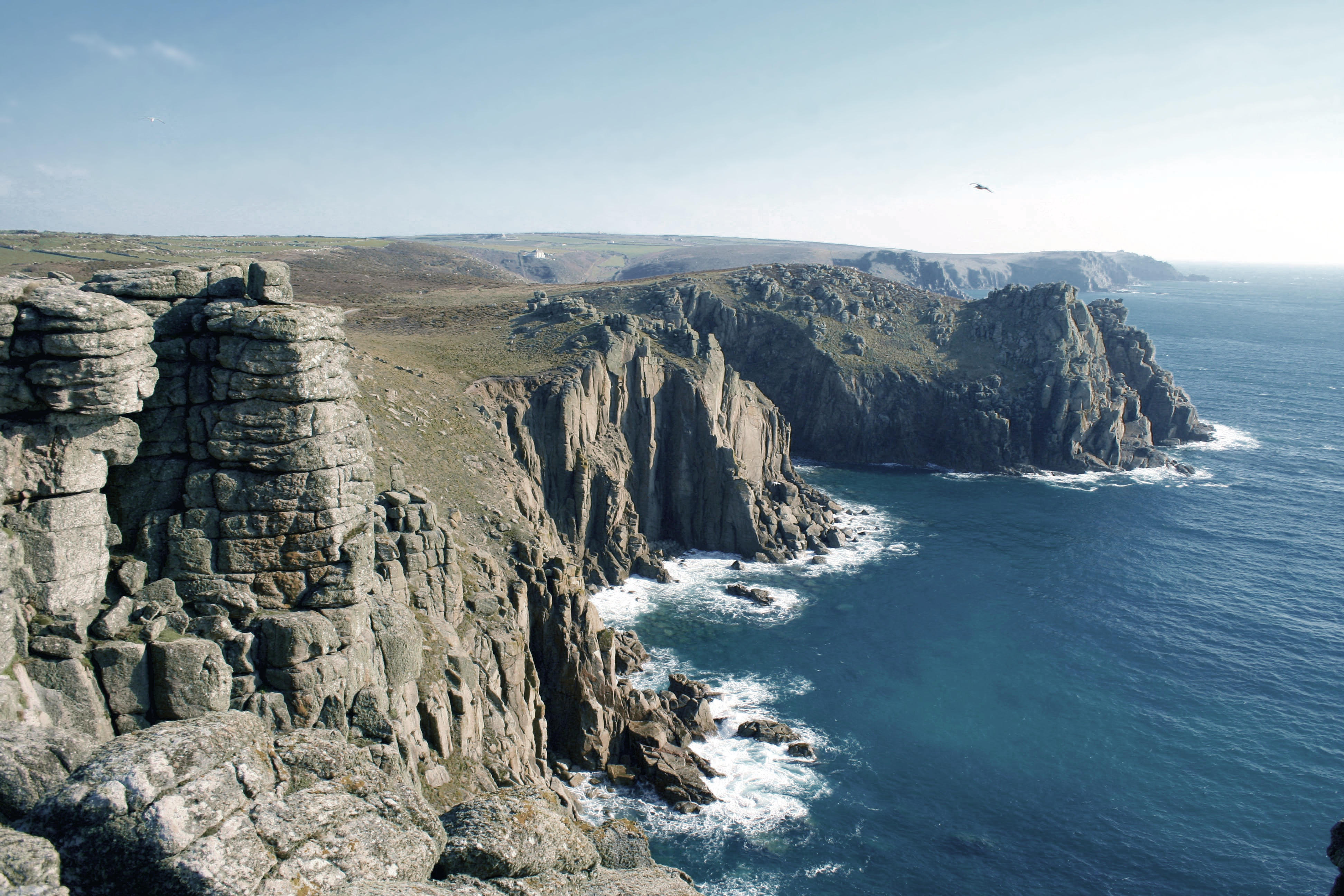
Скелі Лендс-Енда
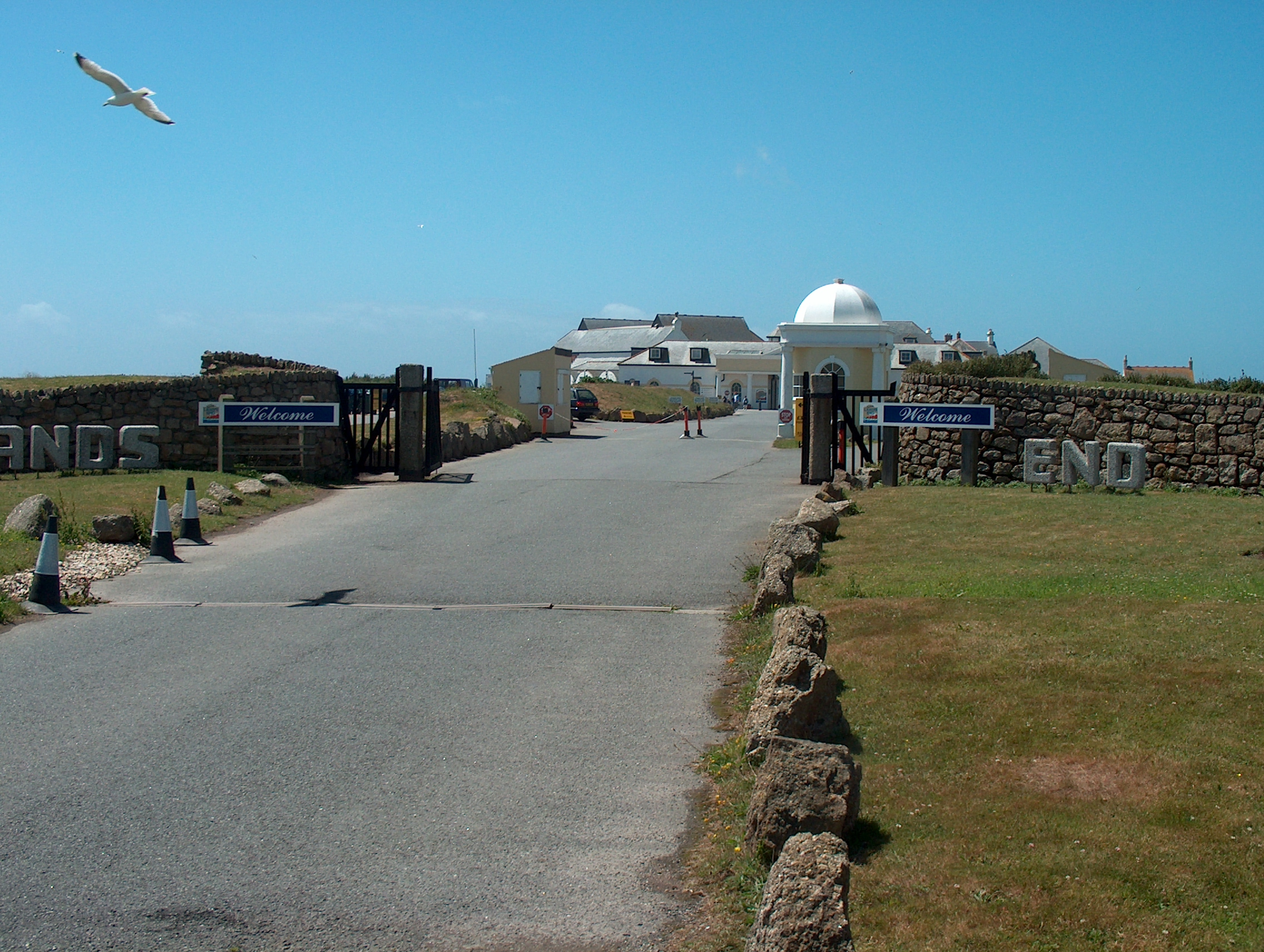
Туристичний центр Лендс-Енда
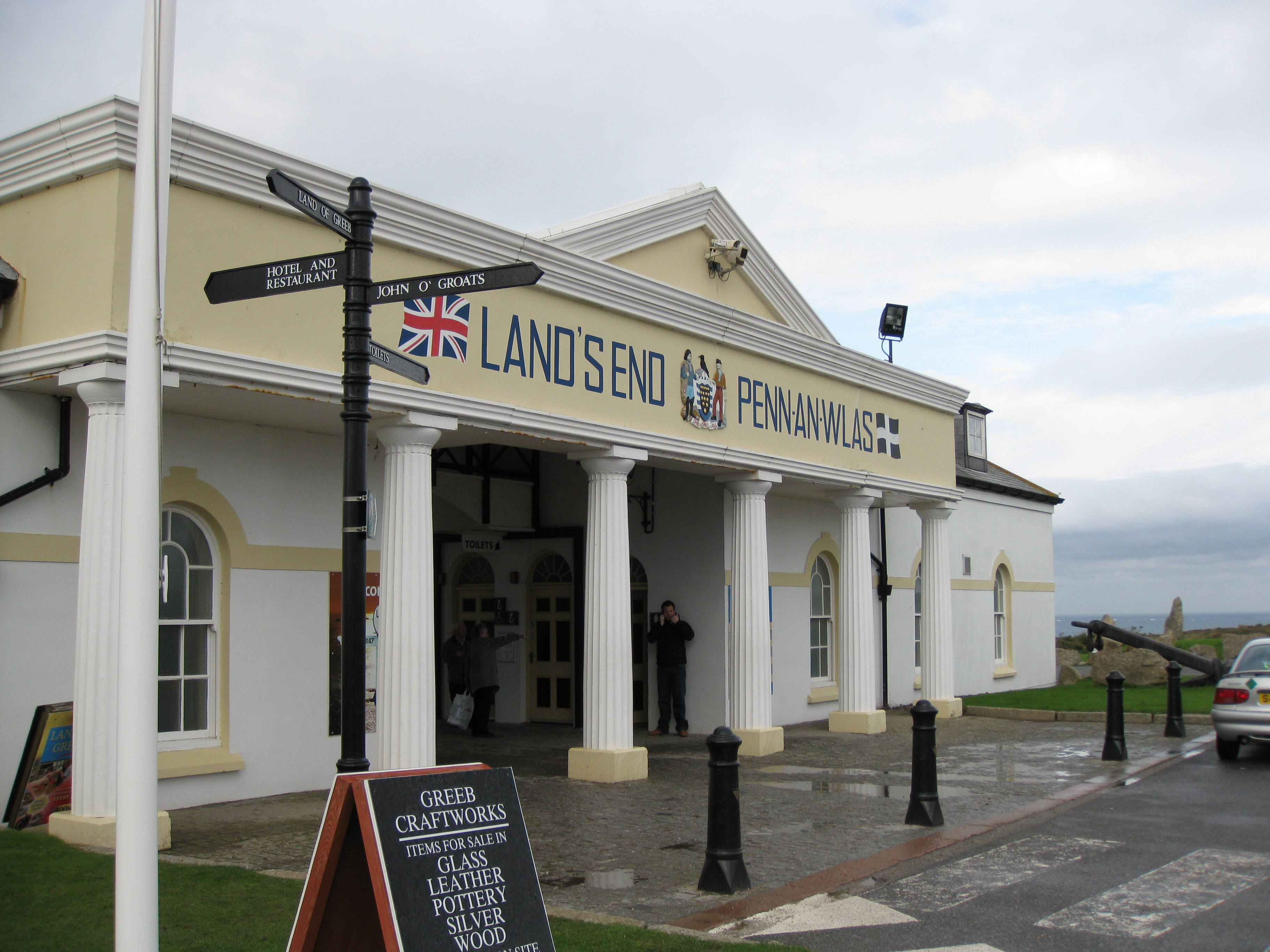
Туристичний центр Лендс-Енда
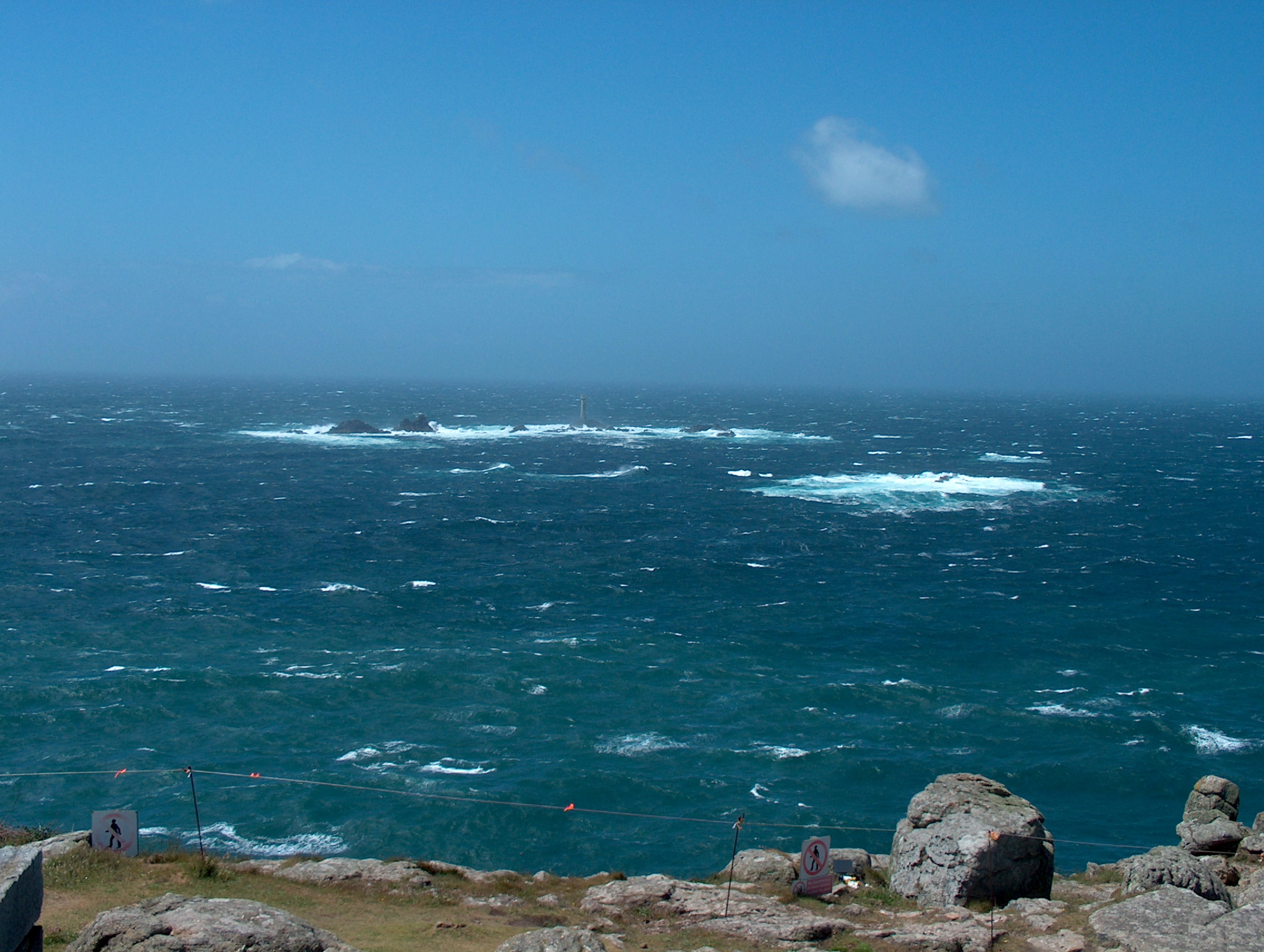
Маяк Лонгшипс на мисі
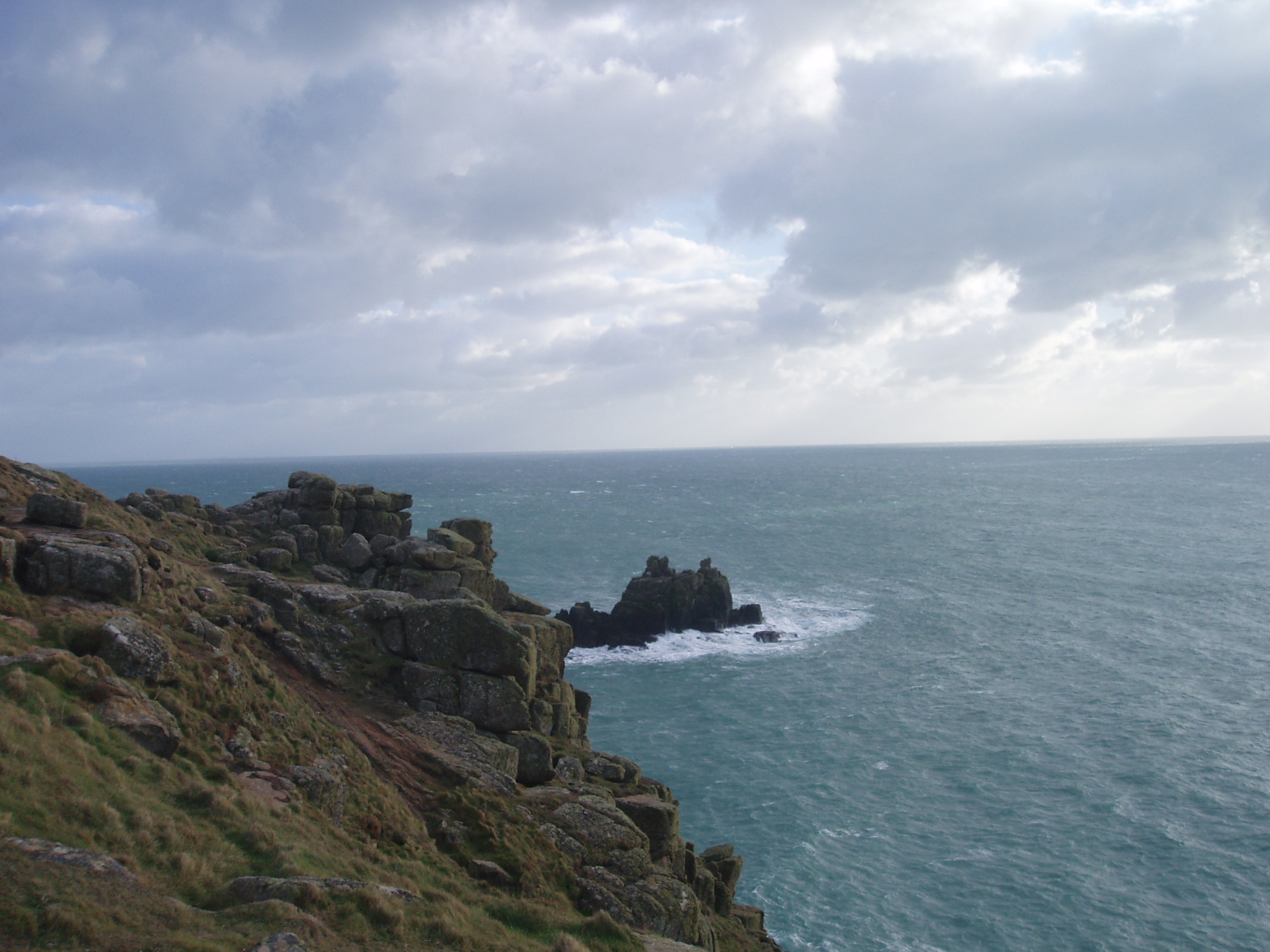
Краєвид з мису Лендс-Енді на південь
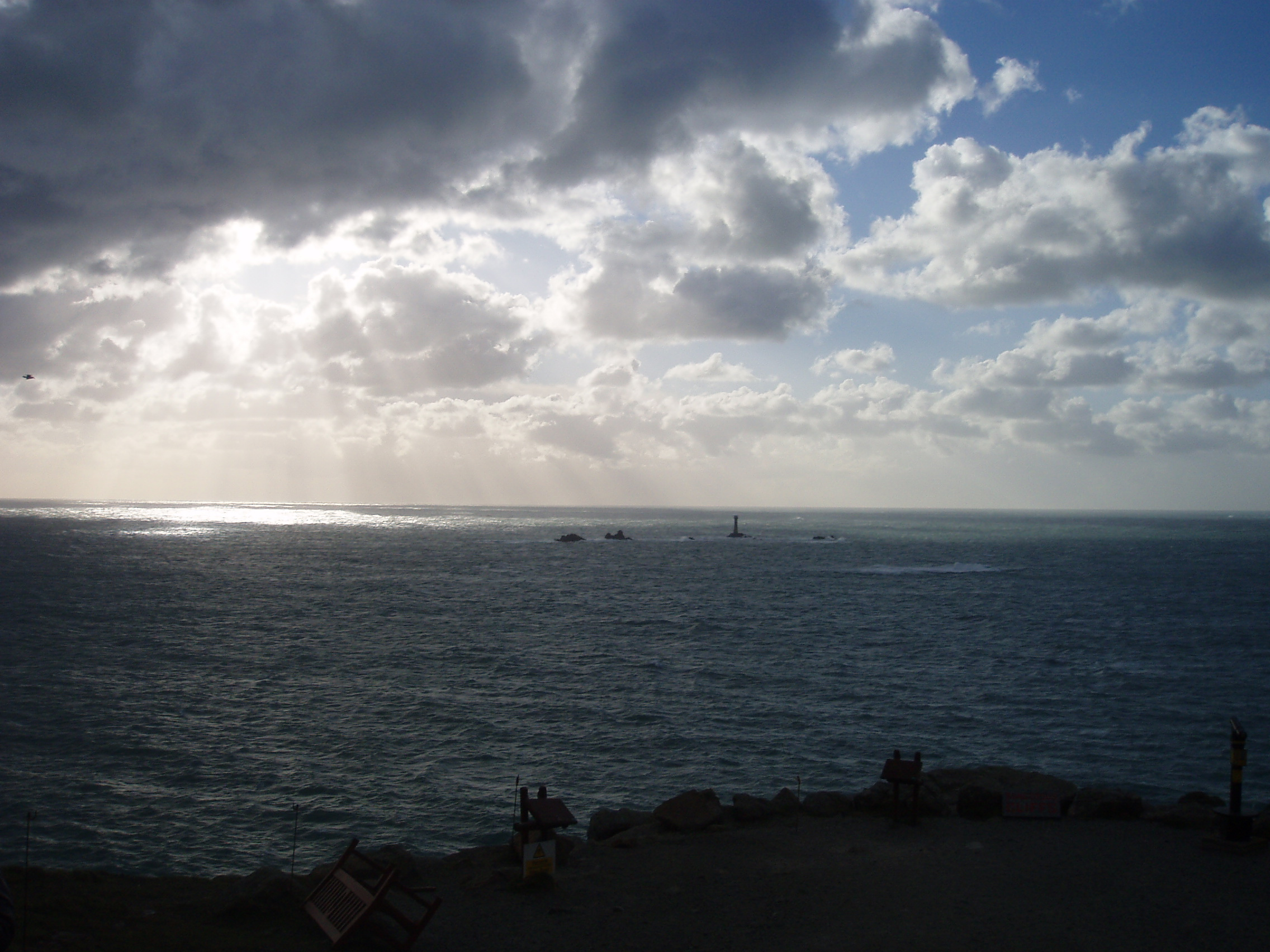
Краєвид з мису Лендс-Енді на захід
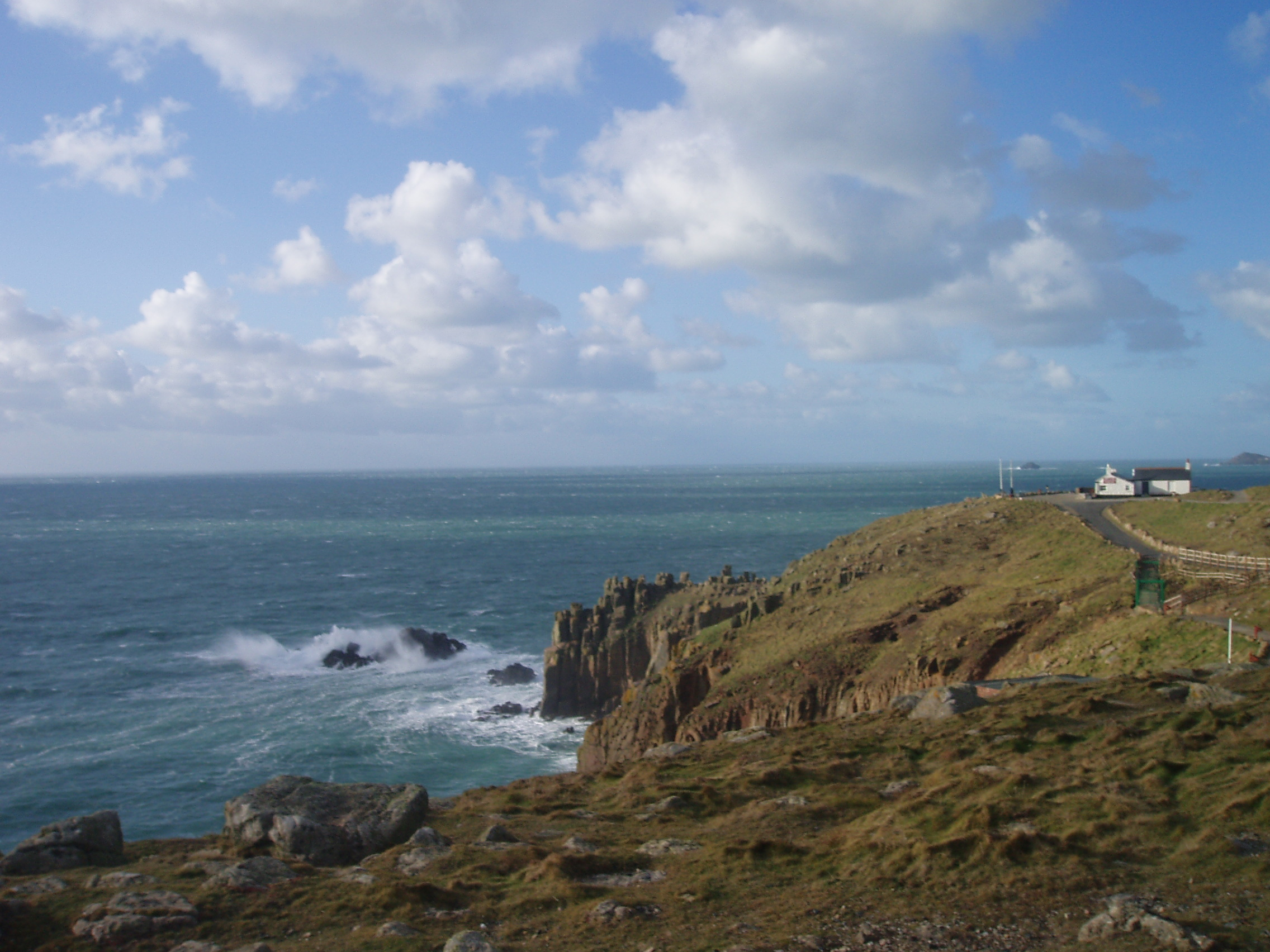
Краєвид з мису Лендс-Енді на північ
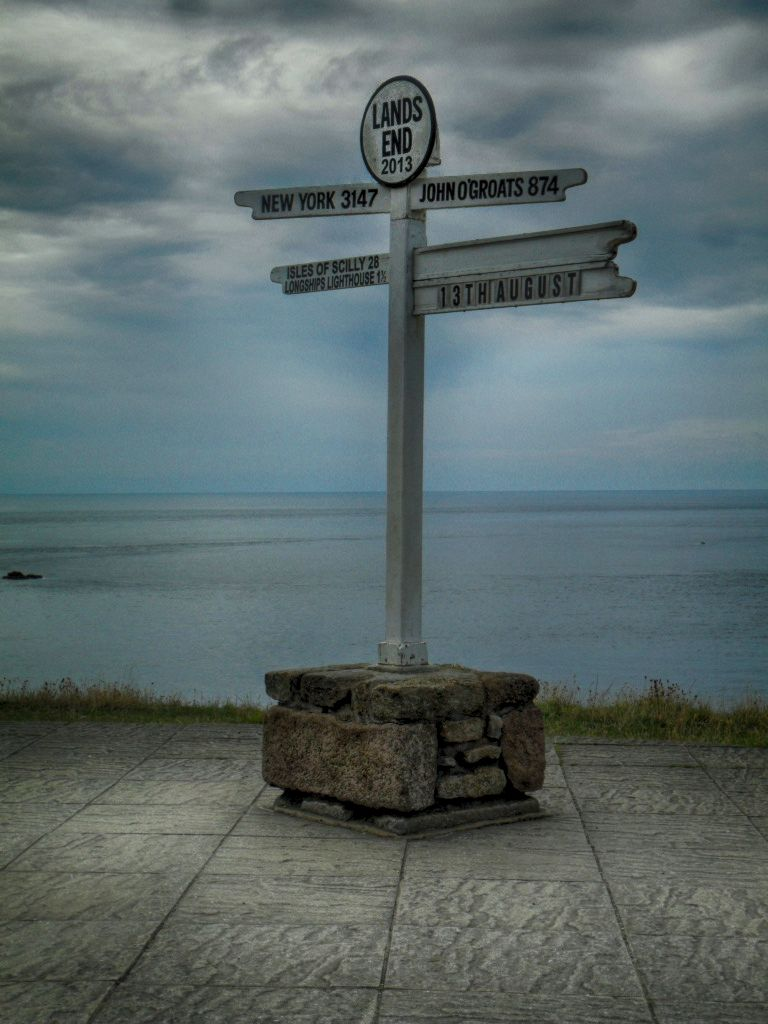
Покажчик на мисі